# Мангайм (футбольний клуб)
«Манга́йм» (нім. «VfR Mannheim») — німецький футбольний клуб з Мангайма. Заснований 1 серпня 1896 року.

## Досягнення
- Чемпіон Німеччини: 1949.